# Human Waste
Human Waste (engl.: ‚Menschlicher Abfall‘) war die Debüt-EP der amerikanischen Death-Metal-Band Suffocation.

## Hintergrund
Der Titeltrack stammt vom vorhergehenden Demo Reincremation. Es war die erste CD auf Relapse Records und gilt als erste Deathgrind-Veröffentlichung überhaupt. Das Album polarisierte die Metalszene: Für einige war diese Art von Musik nur noch Krach, die anderen sahen darin die konsequente Weiterentwicklung des Death Metal. Die EP überzeugte jedoch letztlich Roadrunner Records, bei denen die Band fortan unter Vertrag stand und noch im gleichen Jahr ihr Debütalbum Effigy of the Forgotten veröffentlichen konnte. Jesus Wept, Infecting the Crypts und Mass Obliteration wurden für dieses Album neu eingespielt.

## Versionen
2005 wurde Human Waste mit zwei Bonusliedern wiederveröffentlicht. Die beiden Bonuslieder Involuntary Slaughter und Reincremation stammen vom ersten Demo.

## Titelliste
1. Infecting the Crypts – 04:37
2. Synthetically Revived – 03:38
3. Mass Obliteration – 04:28
4. Catatonia – 03:55
5. Jesus Wept – 03:38
6. Human Waste – 02:58